# Pârâienii de Jos
Pârâienii de Jos – wieś w Rumunii, w okręgu Vâlcea, w gminie Livezi. W 2011 roku liczyła 444 mieszkańców.